# 谢鸿焘
谢鸿焘（1873年—1954年），字一尘。山东栖霞县占疃乡杏家庄人。中国民主革命家，中华民国政治人物。

## 生平
光绪三十年（1904年），谢鸿焘结婚后，和妻子一同到日本留学。1905年，他加入中国同盟会。1905年11月，他和好友秋瑾率先回国，在烟台和中国同盟会山东分会主盟人徐镜心等人设置同盟会秘密机关。光绪三十二年（1906年），他兴办了东牟公学和端本女校，秘密进行革命活动。不久他便遭到清政府通缉，离开烟台到了潍县（今潍坊市寒亭区），和妻子分别执教于潍县广文书院和崇实女校。
1911年武昌起义爆发，他和妻子到济南参加山东省独立活动，当选保安会会长。在济南各界人士商讨山东独立的大会中，他迫使山东巡抚孙宝琦通电宣布山东独立。此后，他任各省都督府代表联合会山东代表，到达武昌，后因孙宝琦搜捕革命党，他不得不留在武昌。1911年12月29日，谢鸿焘在南京参加了选举中华民国临时大总统会。 1911年1月1日他出席了孙中山就任临时大总统典礼。1912年1月，他回到山东，任山东都督府高等顾问。袁世凯复辟后，他不得不隐居。
1923年，第三届山东省议会选举举行，他被推举为议长候选人，和其支持者形成了议员中的天坛派，和其他派系展开斗争。曹锟执政后，他被诬陷为“贿选”而遭到通缉，被迫回到家乡。1924年10月，原中国同盟会会友黄郛出任北洋政府代理国务总理，谢鸿焘致电祝贺，并赴北京，准备复出。途中因病在德州滞留，未能实现复出。
晚年，他曾在栖霞县、烟台主持过红字分会。1954年，他在苏州病逝。